# Merodon testaceoides
Merodon testaceoides är en tvåvingeart som beskrevs av Hurkmans 1993. Merodon testaceoides ingår i släktet narcissblomflugor, och familjen blomflugor. Inga underarter finns listade i Catalogue of Life.